# Kiczera (Rosja)
Kiczera – osiedle typu miejskiego w Rosji, w Buriacji. W 2010 roku liczyło 1375 mieszkańców.